# Коронавірусна хвороба 2019 на літніх Олімпійських іграх 2020
Спалах коронавірусної хвороби 2019 на літніх Олімпійських іграх 2020 є частиною епідемії коронавірусної хвороби 2019 в Японії унаслідок пандемії коронавірусної хвороби 2019. Спалах коронавірусної хвороби розпочався в олімпійському селищі на початку липня 2021 року, а церемонія відкриття ігор пройшла 23 липня 2021 року. Олімпійські ігри завершилися 8 серпня 2021 перед церемонією відкриття літніх Паралімпійських ігор 2020 року, що почалися 24 серпня 2021. Паралімпіада завершилася 5 вересня 2021, перед зимовою Олімпіадою 2022 року в Пекіні, яка розпочалася через кілька місяців в лютому 2022 року.
У період з 1 липня по 8 вересня 2021 року організаційний комітет ігор у Токіо повідомив про виявлення 788 випадків хвороби, а 66 випадків хвороби виявлено серед персоналу ігор до цієї дати після того, як комітет розпочав їх реєстрацію з невказаного дня.
Реєстрація випадків коронавірусної хворобі в олімпійському селищі ще до початку ігор спричинила занепокоєння щодо можливості проведення змагань. Після того, як у середині липня зареєстрований черговий випадок коронавірусної хвороби, засоби масової інформації заявили, що «міхур безпеки» навколо олімпійського селища луснув.

## Передумови
7 вересня 2013 року Токіо обрали місцем проведення літніх Олімпійських ігор 2020 року, офіційно XXXII літніх Олімпійських ігор, під час 125-ї сесії МОК в Буенос-Айресі. Суперниками Токіо були Стамбул та Мадрид. Ці ігри стали четвертою Олімпіадою, яку приймала Японія, після літніх Олімпійських ігор у Токіо 1964 року, зимових ігор 1972 року в Саппоро та 1998 року в Нагано. Токіо — перше місто в Азії, яке двічі приймало літні ігри.
1 грудня 2019 року зареєстровано перший відомий випадок коронавірусної хвороби 2019 (COVID-19), спричиненої новим вірусом SARS-CoV-2, в китайському місті Ухань. З того часу хвороба поширилася на інші частини материкового Китаю та по всьому світу, що стало початком пандемії COVID-19, та стала однією з найсмертоносніших пандемій в історії людства.
Перший випадок коронавірусної хвороби в Японії зареєстровано 16 січня 2020 року в чоловіка з префектури Канаґава. Вже тоді висловлено занепокоєння щодо потенційного впливу пандемії на спортсменів та відвідувачів Олімпійських ігор. У лютому 2020 року організатори Олімпіади в Токіо наполягали на тому, що ігри не будуть відкладені або скасовані, та запевняли, що уважно стежать за поширенням хвороби. Проте пізніше МОК заявив, що їх японські партнери та тодішній прем'єр-міністр Сіндзо Абе «чітко дали зрозуміти, що у зв'язку з епідемією Японія може впоратися із організацією ігор не раніше наступного літа [2021]».
24 березня 2020 року ігри, які спочатку мали відбутися з 24 липня по 9 серпня 2020 року, офіційно перенесені у зв'язку з пандемією коронавірусної хвороби. Незважаючи на перенесення на 2021 рік, зберігається торгова марка ігор «Токіо 2020» для маркетингу та брендингу. Це стало першим випадком в історії, коли Олімпійські ігри відкладаються та переносяться, а не скасовуються.
23 липня 2020 року, за рік до нової дати церемонії відкриття ігор, у рекламному відео було зображено японську плавчиню Ікее Рікако, яка несе ліхтар на порожньому Новому національному стадіоні Японії, повідомляючи про пандемію та її вплив на спорт, а також повідомляючи про свої плани повернутися до спорту після встановлення в неї діагнозу лейкоз.
20 червня 2021 року, за кілька тижнів до того, як був оголошений перший офіційний випадок COVID-19 на іграх, у члена олімпійської делегації Уганди підтверджено позитивний тест на коронавірус після прибуття до Японії.
Спалах коронавірусної хвороби на літніх Олімпійських іграх 2020 року в Токіо є частиною епідемії COVID-19 в Японії, спричиненої вірусом SARS-CoV-2. Внаслідок загрози інфікування обмежується спілкування спортсменів з членами родини та друзями, більшість заходів проводяться без глядачів для запобігання поширення хвороби, а 8 липня 2021 року в районі Великого Токіо запроваджений надзвичайний стан.

## Хронологія випадків хвороби
Перші випадки хвороби в олімпійському селищі офіційно були зареєстровані 2 липня 2021 року, коли оргкомітет Олімпійських ігор повідомив, що у 2 громадян Японії, які працювали в селищі, підтверджено позитивний тест на коронавірус. Перший випадок позитивного результату тестування на коронавірус у спортсмена зареєстровано 15 липня. За кілька днів до церемонії відкриття ігор у 3 футболістів чоловічої збірної Південно-Африканської Республіки підтверджено позитивний результат тесту на коронавірус. Колишній спортсмен, а на той день член МОК від Південної Кореї, Ю Син Мін отримав позитивний результат тесту на коронавірус в аеропорту Токіо 18 липня. 20 липня позитивний результат тесту на коронавірус підтверджено в гімнаста з США та гравця у пляжний волейбол з Чехії.
| Дата      | Спортсмен | Персонал | Волонтери | Загалом |
| --------- | --------- | -------- | --------- | ------- |
| 1 липня   | 0         | 0        | 0         | 0       |
| 2 липня   | 0         | 2        | 0         | 2       |
| 3 липня   | 0         | 0        | 0         | 0       |
| 4 липня   | 0         | 0        | 0         | 0       |
| 5 липня   | 0         | 7        | 0         | 7       |
| 6 липня   | 0         | 3        | 0         | 3       |
| 7 липня   | 0         | 2        | 0         | 2       |
| 8 липня   | 0         | 2        | 0         | 2       |
| 9 липня   | 0         | 1        | 0         | 1       |
| 10 липня  | 0         | 1        | 0         | 1       |
| 11 липня  | 0         | 0        | 0         | 0       |
| 12 липня  | 0         | 0        | 0         | 0       |
| 13 липня  | 0         | 0        | 0         | 0       |
| 14 липня  | 0         | 2        | 0         | 2       |
| 15 липня  | 1         | 5        | 0         | 6       |
| 16 липня  | 0         | 4        | 0         | 4       |
| 17 липня  | 0         | 15       | 0         | 15      |
| 18 липня  | 3         | 7        | 0         | 10      |
| 19 липня  | 0         | 3        | 0         | 3       |
| 20 липня  | 1         | 7        | 1         | 9       |
| 21 липня  | 1         | 7        | 0         | 8       |
| 22 липня  | 2         | 10       | 0         | 12      |
| 23 липня  | 3         | 16       | 0         | 19      |
| 24 липня  | 0         | 16       | 0         | 16      |
| 25 липня  | 2         | 8        | 0         | 10      |
| 26 липня  | 3         | 12       | 0         | 15      |
| 27 липня  | 1         | 5        | 0         | 6       |
| 28 липня  | 0         | 15       | 1         | 16      |
| 29 липня  | 3         | 18       | 0         | 24      |
| 30 липня  | 3         | 20       | 4         | 27      |
| 31 липня  | 0         | 21       | 0         | 21      |
| 1 серпня  | 1         | 16       | 1         | 18      |
| 2 серпня  | 0         | 16       | 1         | 17      |
| 3 серпня  | 1         | 16       | 1         | 18      |
| 4 серпня  | 4         | 21       | 4         | 29      |
| 5 серпня  | 1         | 28       | 2         | 31      |
| 6 серпня  | 0         | 27       | 2         | 29      |
| 7 серпня  | 0         | 21       | 1         | 22      |
| 8 серпня  | 0         | 23       | 3         | 26      |
| 9 серпня  | 0         | 22       | 6         | 28      |
| 10 серпня | 0         | 0        | 0         | 0       |
| 11 серпня | 0         | 0        | 0         | 0       |
| 12 серпня | 0         | 0        | 0         | 0       |
| 13 серпня | 0         | 4        | 0         | 4       |
| 14 серпня | 0         | 12       | 0         | 12      |
| 15 серпня | 0         | 8        | 0         | 8       |
| 16 серпня | 0         | 7        | 0         | 7       |
| 17 серпня | 0         | 9        | 0         | 9       |
| 18 серпня | 0         | 17       | 1         | 18      |
| 19 серпня | 0         | 16       | 0         | 16      |
| 20 серпня | 1         | 11       | 0         | 12      |
| 21 серпня | 1         | 14       | 0         | 19      |
| 22 серпня | 2         | 27       | 1         | 30      |
| 23 серпня | 1         | 11       | 0         | 12      |
| 24 серпня | 1         | 9        | 0         | 10      |
| 25 серпня | 2         | 14       | 0         | 16      |
| 26 серпня | 2         | 13       | 0         | 15      |
| 27 серпня | 0         | 13       | 0         | 13      |
| 28 серпня | 0         | 19       | 3         | 22      |
| 29 серпня | 2         | 9        | 0         | 11      |
| 30 серпня | 1         | 9        | 1         | 11      |
| 31 серпня | 2         | 14       | 0         | 16      |
| 1 вересня | 0         | 6        | 1         | 7       |
| 2 вересня | 0         | 11       | 2         | 13      |
| 3 вересня | 0         | 10       | 2         | 12      |
| 4 вересня | 0         | 10       | 0         | 10      |
| 5 вересня | 0         | 4        | 0         | 4       |
| 6 вересня | 0         | 6        | 0         | 6       |
| 7 вересня | 0         | 6        | 0         | 6       |
| 8 вересня | 0         | 4        | 0         | 4       |
| Загалом   | 46        | 704      | 38        | 788     |

## Вплив епідемії
Північна Корея та низка відомих спортсменів, які мали право виступити на літніх Олімпійських іграх у Токіо, заявили, що не братимуть участі через занепокоєння, пов'язані з епідемією COVID-19, та ситуацією з поширенням COVID-19 в Японії.